# جيتسون بيما
الملكة جيتسون بيما (4 يونيو 1990) هي زوجة ملك بوتان جيغمه خيسار نمجيل وانغشاك وهي متزوجة منه منذ عام 2011 ولديها ابن واحد يدعى جيغمي نامجيل وانجتشوك.

## الواجبات الملكية
بعد زواجها من الملك, انضمت إليه جيتسون بيما في عدة زيارات في الخارج إلى الهند, سنغافورة, اليابان والمملكة المتحدة.
رافق جيتسون بيما جيغمي خيسار في العديد من زياراته الملكية إلى أجزاء مختلفة من بوتان قبل زفافهما, وبصفته ملكة بوتان, كان يرافقه في كل هذه الزيارات. تشمل الزيارات الملكية على الطريق عبر البلاد الالتقاء والتفاعل مع أكبر عدد ممكن من السكان المحليين والطلاب والموظفين العموميين.

## اهتمامات شخصية
تشمل اهتمامات الملكة الفنون الجميلة والرسم وكرة السلة. قادت فريق مدرستها في ألعاب كرة السلة وتحافظ على اهتمامها بالرياضة. تضمنت تحولاتها الأخرى خلال أيام دراستها المشاركة في الفرق الموسيقية وبرامج الرقص. بالإضافة إلى الدزونكية, اللغة الوطنية لبوتان, فهي تتقن اللغتين الإنجليزية والهندية.